# Té amarillo

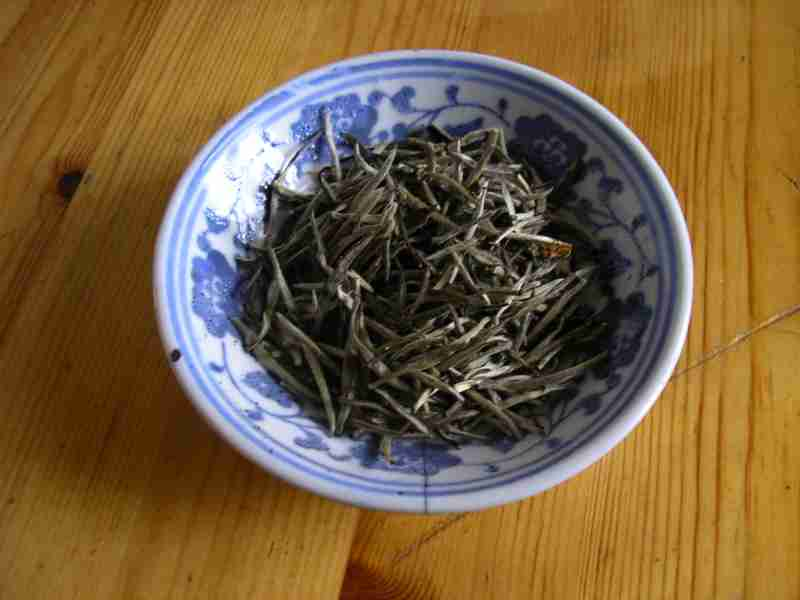
Junshan Yinzhen, un té chino famoso.

El té amarillo (en chino, 黃茶; pinyin, huángchá) suele ser un té especial procesado de forma parecida al té verde, pero con una fase de producción añadida. Tras la fijación, el proceso que permite parar la oxidación del té, se procede a cubrir la hoja con una tela húmeda. Esto da lugar a una oxidación no enzimática, y es lo que realmente caracteriza este té. Después la hoja se seca y se repite el proceso una segunda vez. Este té tiene por lo general una apariencia y olor diferentes a los del té blanco o verde. El aroma se confunde a veces con el del té negro si se cura con otras hierbas, pero su sabor sigue siendo un punto medio entre el té blanco y el verde.
El término, sin embargo, también alude a los tés de alta calidad servidos en la Corte Imperial, aunque en realidad puede aplicarse a cualquier té servido en ella.

## Variedades
- Junshan Yinzhen (君山銀針): de la provincia de Hunan (China), es un té amarillo ‘aguja de plata’. Es uno de los tés chinos famosos.
- Huoshan Huangya (癨山黃牙): del monte Huo, en la provincia de Anhui.
- Meng Ding Huangya (蒙頂黃芽): del monte Meng, en la provincia de Sichuan.
- Da Ye Qing: de la provincia de Guangdong. Literalmente ‘verde de hoja grande’.
- Huang Tang: de la provincia de Zhejiang. Literalmente ‘caldo amarillo’ o ‘sopa amarilla’.

- Datos: Q824529
- Multimedia: Yellow tea / Q824529